# Geto Boys
Geto Boys (originalmente escrito Ghetto Boys) es un grupo de Hip Hop de Houston, Texas; actualmente conformado por Scarface, Willie D y Bushwick Bill. En un inicio el grupo constaba de los siguientes miembros: Prince Jonny C, Sire Jukebox; DJ Reddy Red; y Little Billy, el bailarín que más tarde vino a ser conocido como Bushwick Bill. El grupo lanzó un álbum aclamado por la crítica, titulado "Making Trouble", que contenía canciones como "Ghetto Boys Will Rock You", "Balls and My Word", "Assassins", y "Snitches".
El grupo se separó poco después y una nueva línea se puso en marcha junto con la inclusión de Scarface y Willie D, así como aspirantes a ser artistas en solitario.
Los Geto boys ganaron notoriedad ante el público por sus letras transgresoras que incluían: gore, experiencias psicóticas, necrofilia, y asesinatos con violencia extrema. A pesar del explícito contenido de sus canciones, el crítico Alex Henderson afirmó que el grupo "Era mucho más profundo a diferencia de los numerosos aspirantes que se subieron al carro del Gangsta Rap en los primeros años 90". 
Geto Boys abrió nuevos caminos, siendo precursores del estilo Dirty South, y más tarde del hardcore rap y del horrorcore. Fueron producidos por gente como Johnny C, Doug King y Mike Dean entre otros.

## Discografía

### Álbumes
| Información de los Álbumes |
| --- |
| Making Trouble - Año del lanzamiento: 1988 - Singles: "You Ain't Nothin'" / "I Run This" |
| Grip It! On That Other Level - Año del lanzamiento: 1989 - Posición en los Billboard 200: #166 - Posición en música R&B/Hip-Hop: #19 - Singles: "Do It Like A G.O/Fuck 'Em"                                                                                              |
| The Geto Boys - Año del lanzamiento: 1990 - Posición en los Billboard 200: #171 - Posición en música R&B/Hip-Hop: #67 - Singles: "Do It Like A G.O/Fuck 'Em" |
| We Can't Be Stopped - Año del lanzamiento: 1991 - Logros: Disco de Platino - Posición en los Billboard 200: #24 - Posición en música R&B/Hip-Hop: #5 - Singles: "Mind Playing Tricks on Me", "I Ain't With Being Broke/My Mind Playing Tricks On Me/Gotta Let Them Hang" |
| Till Death Do Us Part - Año del lanzamiento: 1993 - Logros: Disco de Oro - Posición en los Billboard 200: #11 - Posición en música R&B/Hip-Hop: #1 - Singles: "Six Feet Deep", "Crooked Officer", "Straight Gangstaism"                                                  |
| The Resurrection - Año del lanzamiento: 1996 - Logros: Disco de Oro - Posición en los Billboard 200: #6 - Posición en música R&B/Hip-Hop: #1 - Singles: "The World Is A Ghetto/Still"                                                                                    |
| Da Good Da Bad & Da Ugly - Año del lanzamiento: 1998 - Posición en los Billboard 200: #26 - Posición en música R&B/Hip-Hop: #5 - Singles: |
| The Foundation - Año del lanzamiento: 2005 - Posición en los Billboard 200: #19 - Posición en la música R&B/Hip-Hop: #3 - Singles: "G-Code/When It Gets Gangsta/The Secret", "Yes, Yes, Y'All"                                                                           |

## Origen del nombre
El nombre Geto Boys proviene de una deliberada falta de ortografía de la palabra "Ghetto" (gueto en inglés). En su primer álbum "5th Ward Chronicles: Making Trouble" (1988) y su segundo álbum, "Grip It! On That Other Level" (1989), aparecían como Ghetto Boys, de acuerdo a las reglas de ortografía estándar del Inglés. Para su tercer álbum "The Geto Boys", cambiaron "Guetto" por "Geto", forma que el grupo todavía usa hoy en día.